# Äkta bråk
Ett äkta bråk, eller egentligt bråk, är där nämnaren är större än täljaren, exempelvis {\displaystyle {\frac {2}{3}}}
Är bråket inte äkta, det vill säga om bråkets nämnare är mindre än täljaren, så kallas det för oäkta bråk eller oegentligt bråk. Dessa bråk kan skrivas i blandad form då det delas upp i en heltalsdel samt i en återstående bråkdel som är ett äkta bråk. Exempelvis kan bråket {\displaystyle {\frac {20}{3}}} skrivas som {\displaystyle 6{\frac {2}{3}}}.
Äkta bråk är utgångspunkten för att man skall kunna utföra partialbråksuppdelning. Då är bråken algebraiska uttryck, till exempel {\displaystyle {\frac {5}{x+a}}}